# Skandinaviska Enskilda Banken

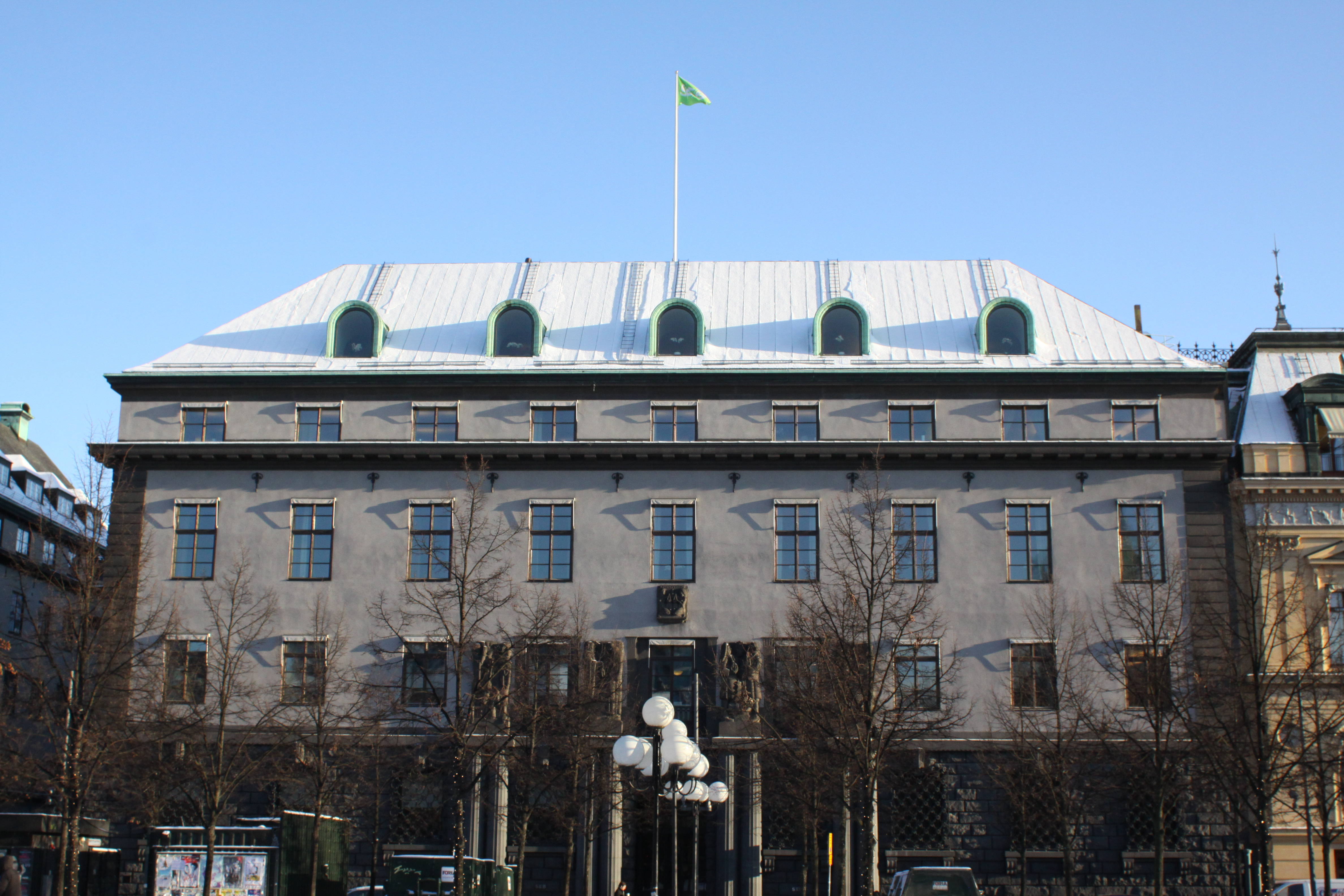
Siedziba główna banku w Sztokholmie

Skandinaviska Enskilda Banken AB (SEB) – szwedzki bank komercyjny z siedzibą w Sztokholmie.
W Polsce bank działa jako Skandinaviska Enskilda Banken AB S.A. – Oddział w Polsce.